# Stazione di Winterthur-Grüze
La stazione di Winterthur-Grüze (in tedesco Bahnhof Winterthur-Grüze) è una stazione ferroviaria nel comune svizzero di Winterthur sulle linee San Gallo-Winterthur e Winterthur-Rüti ZH.

## Storia
La stazione fu attivata il 14 ottobre 1855, in occasione dell'apertura della tratta Wil-Winterthur della ferrovia San Gallo-Winterthur.

## Strutture e impianti
La stazione dispone di 4 binari dotati di marciapiede per il servizio passeggeri, oltre a diversi binari tronchi. È dotata di fabbricato viaggiatori e di diverse caratteristiche pensiline.

## Movimento
La stazione è servita da treni a cadenza oraria o semioraria su 4 linee della rete celere di Zurigo (S12 da Brugg AG a Sciaffusa o Wil SG, S11 da Aarau a Seuzach o Sennhof-Kyburg, S26 da Winterthur a Rüti ZH e S35 da Winterthur a Wil SG).

## Servizi
Nella stazione sono presenti:
- Biglietteria automatica[2]

Sono presenti parcheggi di interscambio per automobili e biciclette.

## Interscambi
- Fermata autobus